# Арашан (Чуйская область)

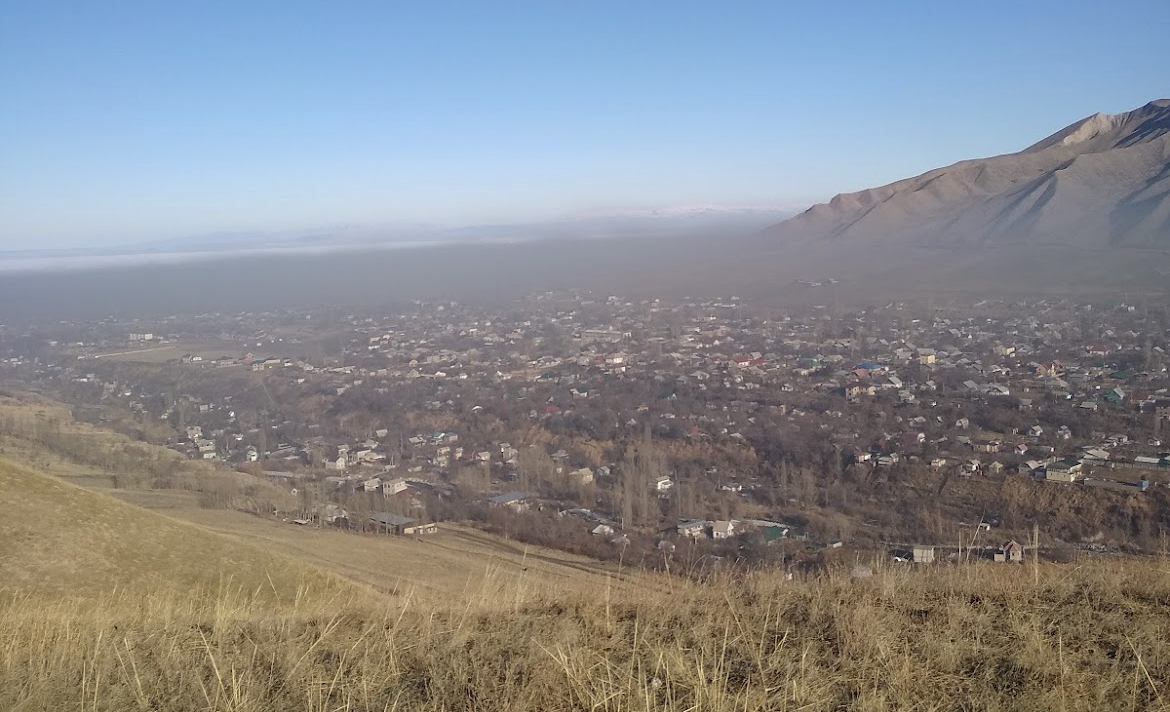

Арашан — село Аламудунского района Чуйской области Кыргызстана. Административный центр Арашанского аильного аймака.
По данным переписи 2009 года, в селе проживало 3832 человека. Согласно оценке на начало 2019 года население села составляет 3452 человек.

## Инфраструктура
В селе действует средняя общеобразовательная школа имени А. Стрельниковой. Также имеется мечеть. 17 сентября 2016 года был открыт четвёртый в республике физкультурно-оздоровительный комплекс, построенный ПАО «Газпром» в рамках программы «Газпром — детям». В 2019 году была открыта больница на 50 коек.

## Известные жители и уроженцы
- Бектембаев, Ибраим (1896—1978) — скотник молочного племенного совхоза «Аламедин».
- Стрельникова Федосья Афанасьевна (1900—1957) — хозяйственный и государственный деятель.
- Титов Фёдор Степанович (1913—1963) — бригадир племенного совхоза «Аламедин».
- Джумагулов Апас Джумагулович (1934) — государственный деятель
- Атамбаев Алмазбек Шаршенович (1956) — государственный и политический деятель.
- Джакупова, Чолпон Идиновна (1959) — государственный и общественный деятель.
- Коеналиев Туруспек Кармышевич (1962) — государственный деятель.
- Ибраимов Албек Сабирбекович (1967) — государственный деятель.